# Tirumala limniace

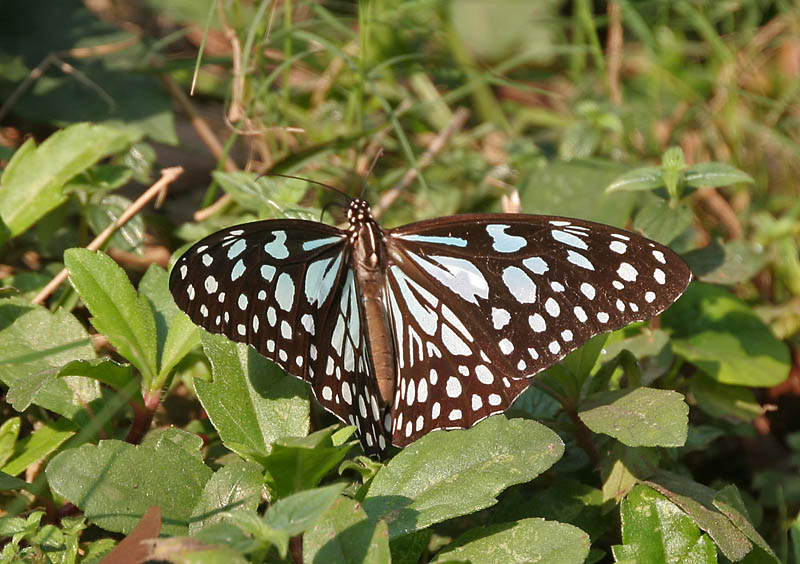
Oberseite von Tirumala limniace

Tirumala limniace (englisch Blue Tiger) ist ein Schmetterling (Tagfalter) aus der Familie der Edelfalter.
Er ist in Süd- und Südostasien weit verbreitet, fehlt aber auf Borneo und Sumatra.
Alle Stadien sind aufgrund der Verstoffwechslung von Herzglykosiden giftig; diese Stoffe werden vom Falter über die Pflanzensäfte und von den früheren Stadien über die Raupennahrungspflanzen aufgenommen. Dadurch sind die Falter vor den typischen Fressfeinden aus der Gruppe der Wirbeltiere wie Vögel, Mäuse und Echsen geschützt. Die Raupen ernähren sich von verschiedenen Arten aus der Unterfamilie der Seidenpflanzengewächse (Asclepiadoideae).

## Merkmale

### Imago
Tirumala limniace ist ein großer Schmetterling mit breiten Flügeln. Er hat eine Spannweite von 90 bis 100 Millimeter, wobei die Männchen kleiner als die Weibchen sind. Die Flügeloberseite ist dunkelbraun bis schwarz und mit bläulich-weißen, halbtransparenten Flecken und Strichen gemustert. Das Blau der bläulich-weißen Flecken besteht aus dem Pigment Pterobilin. In Zelle 1b des Vorderflügels, die wie alle anderen eine durch Adern begrenzte Fläche auf dem Flügel ist, verlaufen zwei Streifen, die manchmal verbunden sind, danach befindet sich ein großer Fleck. Von der Basis der Diskoidalzelle verläuft ein Streifen, danach folgt ein großer Fleck, der von der Flügelspitze (Apex) her eingekerbt ist. Ein großer ovaler Fleck sitzt an der Basis von Zelle 2, ein deutlich kleinerer Fleck befindet sich an der Basis von Zelle 3, gefolgt von einem kleinen Fleck. In der Postdiskalregion am Vorderrand sind fünf kurze Streifen zu erkennen, von denen nur zwei deutlich ausgebildet sind. Submarginal verlaufen zwei Reihen unregelmäßiger Punkte, von denen die inneren größer als die äußeren sind.
Auf dem Hinterflügel befindet sich in Zelle 1a ein Streifen. Auch durch Zelle 1b und 1c verläuft ein sich von der Basis her teilender Streifen. In der Diskoidalzelle befindet sich ein breiter sich teilender Streifen. Der untere Zweig macht einen Haken oder er hat einen kurzen spornartigen Ansatz. An der Basis von Zelle 2 und 3 sitzt jeweils ein dünner, V-förmiger Bogen. In Zelle 2 und 5 befindet sich an der Basis jeweils ein kräftiger, breiter Streifen. Submarginal verlaufen ebenfalls zwei Reihen verstreuter, unregelmäßiger Punkte, von denen die inneren größer als die äußeren sind.
Die Männchen unterscheiden sich von den Weibchen durch je eine schwarze, mit Duftschuppen gefüllte Tasche in Zelle 1c, nahe der Diskoidalzelle auf der Oberseite der Hinterflügel. Die Taschen entstehen erst nach dem Schlüpfen während der Falter seine Flügel aufpumpt durch einstülpen von Duftschuppenflecken. Sie spielen bei der Balz zusammen mit ausstülpbaren Haarbüscheln am Abdomen eine wichtige Rolle. Die Härchen sprießen fast nur aus dem hinteren Drittel des Haarbüschelschafts, ein typisches Merkmal der unter der Klade Danaina zusammengefassten Gattungen der Danaini.
Die Vorderflügelunterseite ist schwarz, nur der Apex ist wie die Hinterflügelunterseite olivbraun. Die Musterung entspricht weitestgehend der Oberseite.
Die Fühler sind schwarz, ebenso der Kopf und Thorax, wobei diese beiden noch weiße Punkte und Striche tragen. Die Oberseite des Abdomens ist dunkel, die Unterseite ist ockerfarben mit darunter durchschimmerndem Weiß an den Segmentgrenzen.

### Ei
Frisch gelegte Eier sind silbrig-weiß glänzend; sie werden später dunkler. Das Ei ist etwas höher als breit, bauchig, mit breitem Boden und abgeflachter Spitze. Längs der Oberfläche verlaufen paarweise Rippen, quer dazu laufen kleinere Rippen, die mit den Längsrippen kleine Zellen bilden.

### Raupe
Die junge Raupe ist glatt, leicht durchscheinend und hat matte Farben. Erst nach dem zweiten Raupenstadium treten paarige, fleischige Fortsätze hervor. Sie befinden sich am Mesothorax (Segment 2) und am achten Analsegment (Segment 11) und sind schwarz und grünlich-weiß gefärbt. Die ältere Raupe ist gelblich-weiß und trägt auf jedem Segment vier schwarze Querstreifen, von denen jeweils das zweite breiter als alle anderen ist und sich seitlich gabelt. Längs am Körper verläuft eine gelbe Linie. Die Kopfkapsel ist gelblich-weiß und schwarz gestreift. Die Raupen werden etwa 40 Millimeter lang.

### Puppe
Die Raupe verpuppt sich zu einer gedrungenen Stürzpuppe, die etwa 22 Millimeter lang ist. Sie ist anfangs hellgrün und wird später dunkelgrün. Auf der Puppe befinden sich mehrere goldene Punkte, die am Abdomen ein durchgehendes Band bilden. Sie ähnelt in ihrer Form der des Afrikanischen Monarchs (Danaus chrysippus), trägt aber mehr goldene Punkte auf den Flügelkammern.
An den ersten drei bis vier Tagen ist die Puppe halbtransparent und glänzend. Danach wird sie undurchsichtig. Die Pigmentierung des Falters beginnt etwa 48 Stunden vor dem Schlupf. Die Zeichnung der Flügel ist in Form von weißen Punkten durch die Puppenhaut zu erkennen, während der Rest grün bleibt. Zehn Stunden vor dem Schlupf wird die Puppe schwarz und durch die jetzt transparente Puppenhaut ist der gesamte Falter erkennbar.

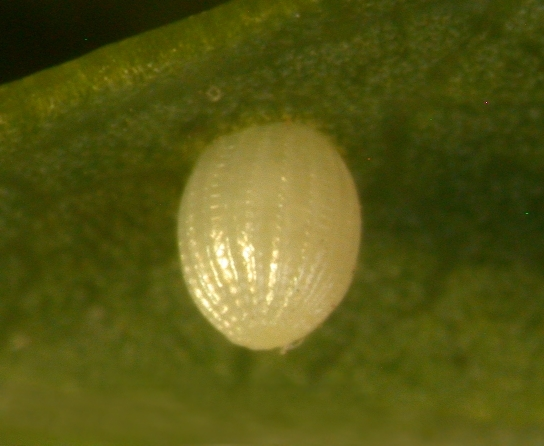
Ei
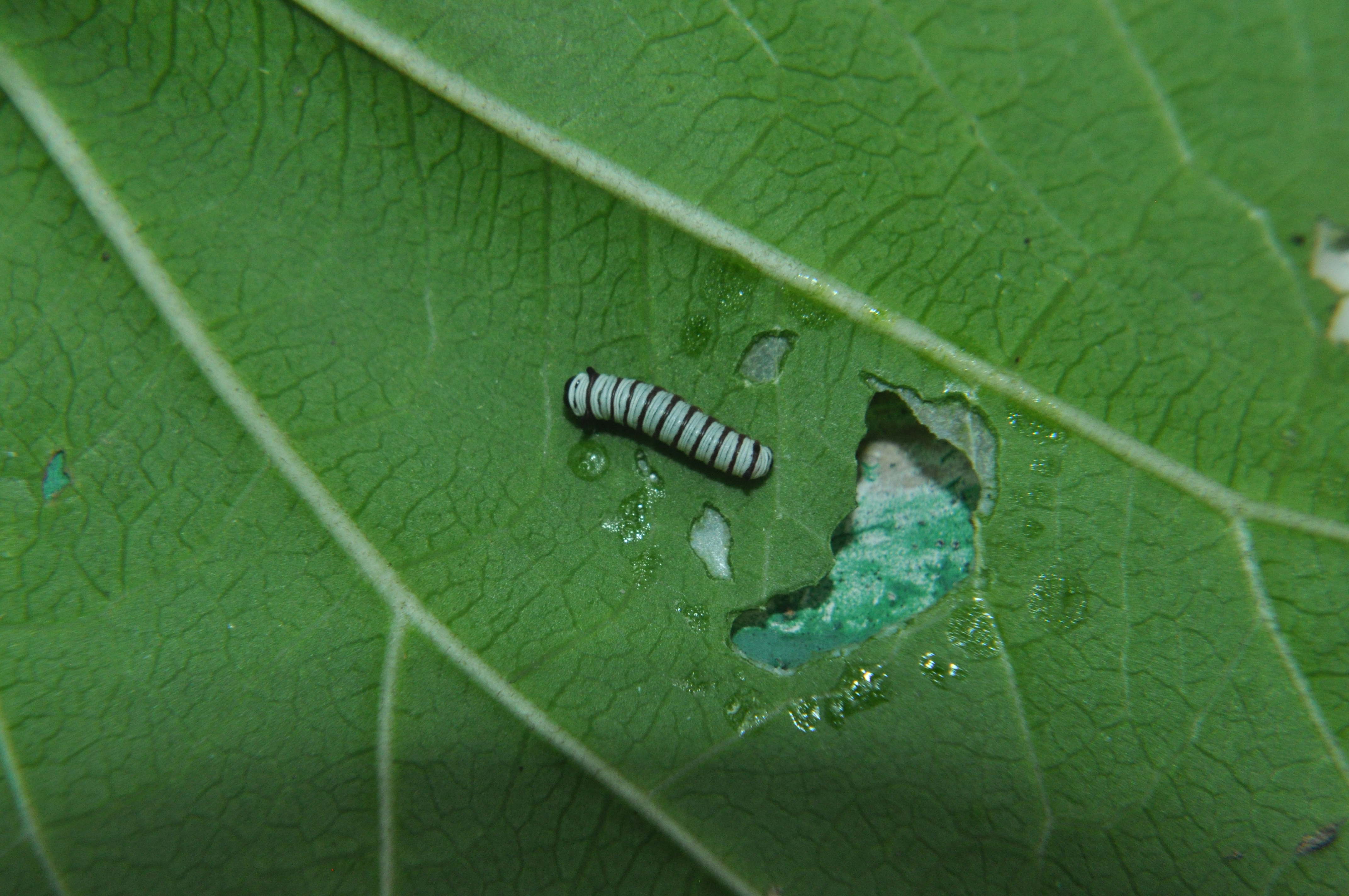
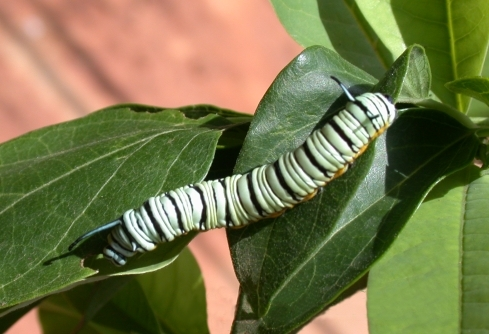
Raupe
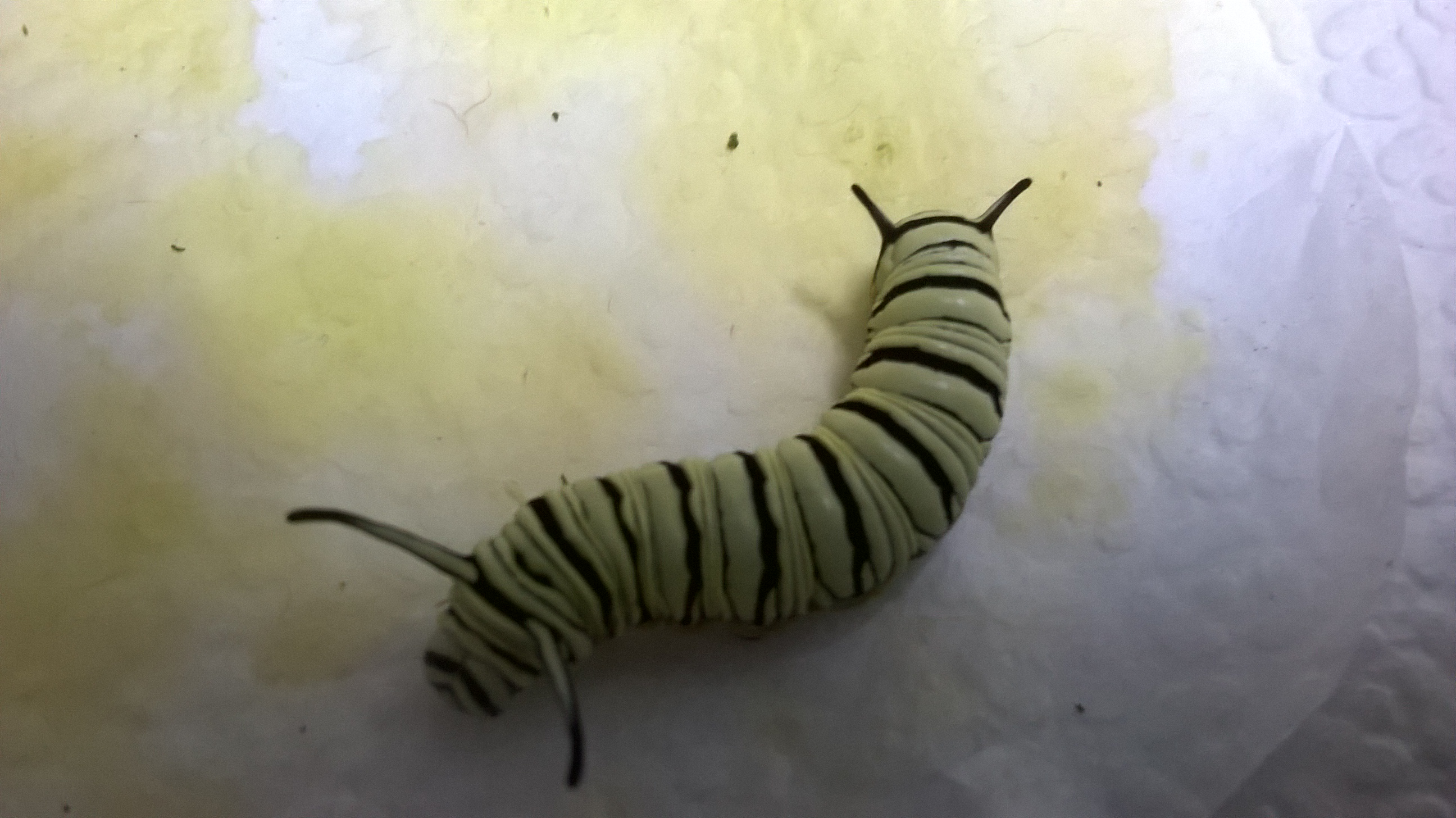
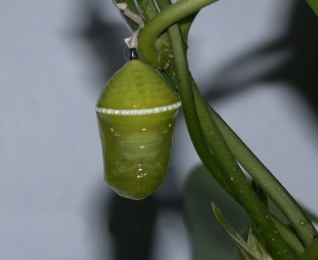
Puppe

## Verbreitung

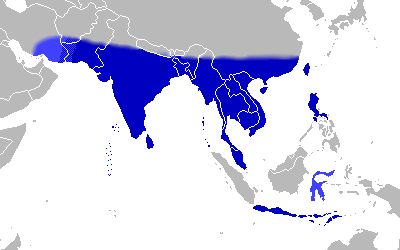
Verbreitung von Tirumala limniace: hellblau kennzeichnet das nicht dauerhaft besiedelte Gebiet im Westen und das seltene Vorkommen auf Sulawesi

Tirumala limniace ist in Süd- und Südostasien weit verbreitet. Das Gebiet dauerhafter Besiedlung reicht von Pakistan, Indien und Nepal im Nordwesten bis China inklusive Taiwan im Nordosten und erstreckt sich über die Malediven, Südostasien, die Philippinen (Luzon) und Sulawesi (sehr selten) bis nach Timor. Ebenfalls besiedelt sind Sri Lanka, die Andamanen, Nikobaren, Langkawi, Java und die Kleinen Sunda-Inseln Sumbawa, Sumba und Flores.
Die Art fehlt auf den Großen Sunda-Inseln Sumatra und Borneo und auf Palawan. Auf Java fliegt die Art zusammen mit Tirumala hamata und Tirumala septentrionis. Da dieses Gebiet weit abgetrennt vom Hauptverbreitungsgebiet ist, könnte es sich bei den Tieren auf Java und seinen kleineren Nachbarinseln um eine eigene Art handeln.
Die vertikale Verbreitung überschreitet normalerweise nicht 1.000 Meter. Auf Taiwan leben sie bis auf 1.500 Meter und nur an den Vorbergen des Himalaya steigen sie bis auf etwa 2.000 Meter Höhe.

## Ähnliche Arten
Tirumala limniace kann in einigen Regionen mit zwei weiteren Vertretern der Gattung verwechselt werden:
- Tirumala hamata ist im Allgemeinen dunkler und stärker gezeichnet. Beide Arten kommen auf den Philippinen und einigen Sunda-Inseln vor.[7]
- Tirumala septentrionis ist noch dunkler als Tirumala hamata und hat dünnere Streifen und kleinere Flecken im Vergleich zu Tirumala limniace. Der Falter lebt in dichten, feuchten Urwäldern und kommt im kontinentalen Südasien sowie auf Hainan, Taiwan, Sumatra, Nias, Java, Borneo und Palawan vor.[7][10]

### Mimikry
Tirumala limniace dient zwei Arten aus anderen Familien als Vorbild für Bates’sche Mimikry. Die ungiftigen Nachahmer profitieren so vom Schutz vor Fressfeinden, den die giftige Tirumala limniace genießt. Die Weibchen von Pareronia valeria (Familie Weißlinge (Pieridae)), sehen Tirumala limniace besonders im Flug ähnlich. Der Weißling ist aber kleiner und hat eine schmutzig-blaue Grundfarbe und eine etwas bleiche, rostbraune breite Zeichnung auf den Flügeladern und den Flügelrändern. Der Ritterfalter Chilasa clytia form dissimilis sieht ebenfalls ähnlich aus. Bei diesem etwas größeren Falter besteht die Zeichnung hauptsächlich aus Streifen und einer Reihe cremefarbener Flecken am Außenrand des Hinterflügels.
Müller’sche Mimikry findet man bei den drei Arten des Ideopsis similis-Komplexes (I. similis, I. vulgaris und I. juventa) und zwei Arten der Gattung Parantica. Die Zeichnung von Parantica aglea ist weißlicher und besteht aus breiteren Bändern und Streifen. Parantica nilgiriensis hat sehr schmale und blasse Zeichnungselemente und erscheint dadurch braun. Die Art ist auf das südindische Hochland beschränkt.

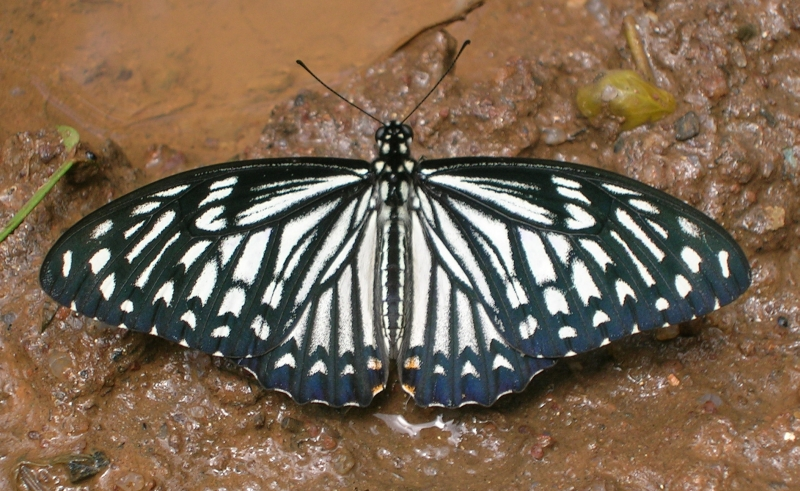
Chilasa clytia f. dissimilis
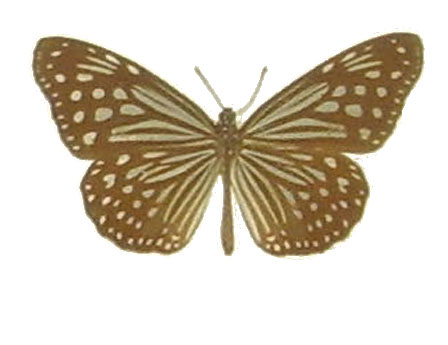
Ideopsis vulgaris
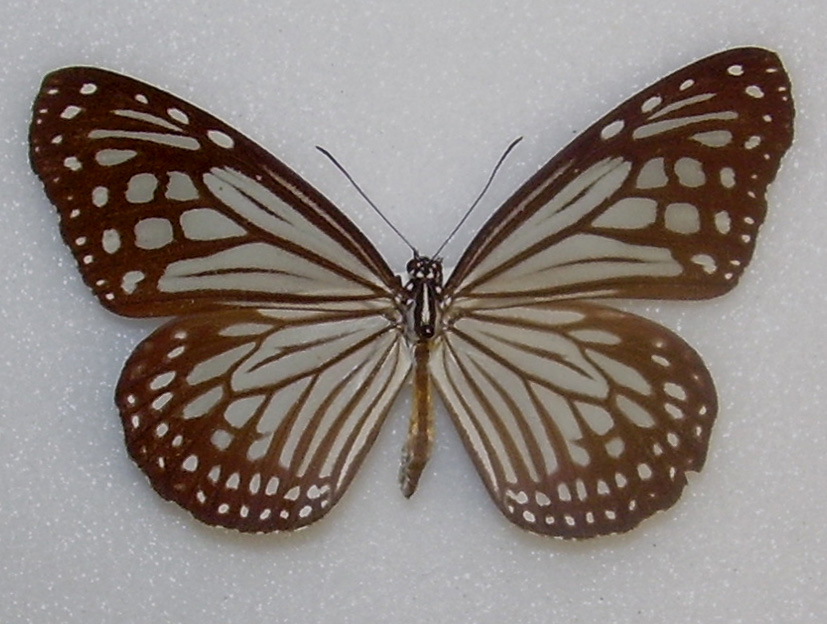
Parantica aglea melanoides
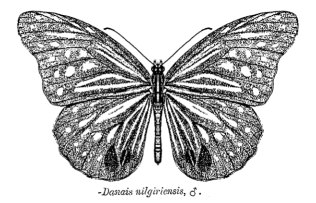
Parantica nilgiriensis

## Lebensraum
Die Art lebt in fast allen natürlichen und auch in vom Menschen geschaffenen Lebensräumen, wie etwa Gärten in Dörfern. Sie meidet aber sehr trockene Regionen und sehr dichte Wälder und ist in Wäldern, Gras- und Buschland und Gärten häufig anzutreffen. Die Falter sind während und nach dem indischen Sommer-Monsun sehr häufig, wogegen sie im Winter selten sind oder stellenweise fehlen.

## Lebensweise

### Falter

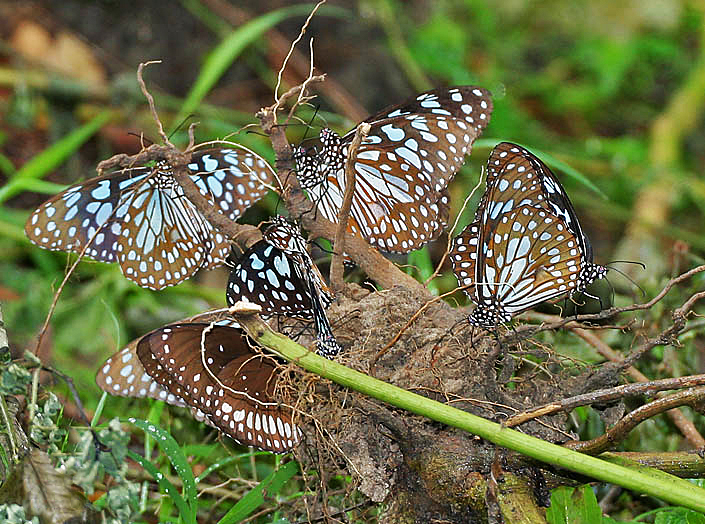
Tirumala limniace zusammen mit einer Euploea core in Indien

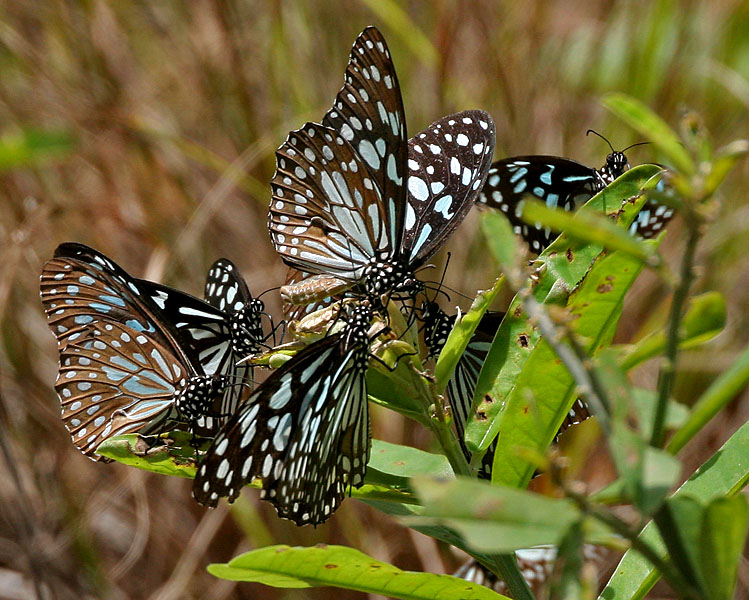
Tirumala limniace und eine Tirumala septentrionis (ganz links) an Crotalaria retusa in Indien

Tirumala limniace fliegt langsam, oft in Bodennähe oder wenige Meter über dem Boden. Das gibt möglichen Feinden genug Zeit, das Warnmuster der Falter zu erkennen und sie zu meiden. Wenn die Falter aufgeschreckt werden oder wandern, fliegen sie schneller. Von Blüten und feuchtem Matsch werden sie stark angelockt, seltener von Raubtierkot. Beim Saugen schließen sie ihre Flügel. In Indien besuchen die Falter oft Hecken und Gärten mit Pflanzen der Gattungen Cosmos, Tagetes und Wandelröschen (Lantana). An Waldrändern sammeln sich Dutzende Falter an hohen Stauden wie etwa an Adelocaryum-Arten aus der Familie der Raublattgewächse.
Bei extremer Trockenheit sammeln sich die Falter in großer Zahl an feuchten Stellen, um am Boden zu saugen. Dabei ballen sich manchmal hunderte Männchen in der Nähe von Pfützen und feuchten Stellen.
Von vielen Arten der Unterfamilie der Danainae ist bekannt, dass besonders die männlichen Falter von verwelkten und verletzten Pflanzenteilen angelockt werden, die Pyrrolizidinalkaloide enthalten. Tirumala limniace nimmt diese Stoffe besonders von Arten der Gattungen Crotalaria (Familie Schmetterlingsblütler (Faboideae)), Sonnenwenden (Heliotropium) (Familie Raublattgewächse (Boraginaceae)) und Leberbalsam (Ageratum) (Familie Korbblütler (Asteraceae)) auf. Die Männchen bauen die Alkaloide chemisch zu den Pheromonen Danaidon und Hydroxydanaidal um, die auch in ihren Haarbüscheln gefunden werden. Die Alkaloide machen die Falter beider Geschlechter ungenießbar, oft reicht die von den Raupen aufgenommene Alkaloidmenge aus, um die Falter für Fressfeinde ungenießbar zu machen.
Die Männchen sammeln sich an bestimmten Orten, um Weibchen mit den aus den Pyrrolizidinalkaloiden gebildeten Pheromonen anzulocken. Dazu stülpen die Männchen ihre Haarbüschel aus, tauchen diese in die Taschen auf den Hinterflügeln und übertragen die Pheromone von den darin befindlichen Duftschuppen auf die Haarbüschel.
Nach der Paarung legen die Weibchen ihre Eier einzeln auf der Blattunterseite ab.

### Raupe
Die Raupen leben auf der Blattunterseite der Nahrungspflanzen. Normalerweise verteilen sie sich über die Nahrungspflanzen, es wurden aber schon über 200 Raupen auf einer einzigen, etwa vier Meter hohen, Kletterpflanze der Art Wattakaka volubilis beobachtet. Wenn derartige Ansammlungen vermehrt auftreten, ist es sehr wahrscheinlich, dass die Falter anschließend wandern.
Alle bekannten Nahrungspflanzen stammen aus der Unterfamilie der Seidenpflanzengewächse (Asclepiadoideae). In Indien ist Wattakaka volubilis die am häufigsten genutzte Nahrungspflanze. Daneben wurden Calotropis gigantea, die Indianer-Seidenpflanze (Asclepias curassavica), Hoya-Arten und Tylophora indica nachgewiesen. Auf Taiwan leben die Raupen an Dregea formosana und Heterostemma brownii (beide Asclepiadoideae).

### Wanderverhalten

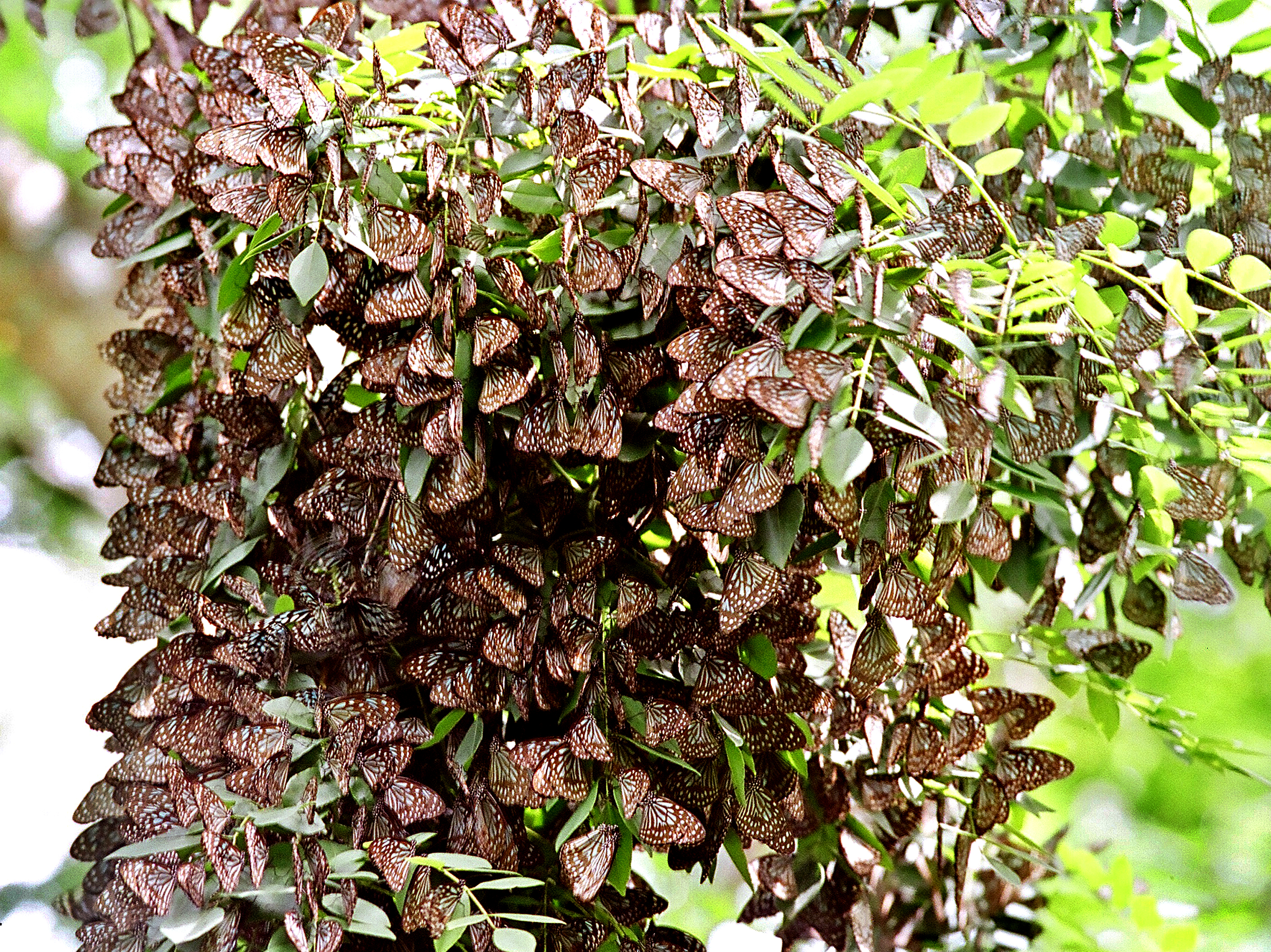
Aggregation von Tirumala limniace

Tirumala limniace wandert in manchen Regionen mit einigen hundert bis zu wenigen tausend Tieren pro Schwarm. In Wanderschwärmen zusammen mit anderen Arten ist ihre Zahl gegenüber den anderen Arten gering. Einzelne Falter wurden beim Überwintern in Ansammlungen der Wanderfalter Euploea core und Euploea midamus in Hongkong beobachtet. Auf Taiwan wandern die Falter im Herbst mit anderen Arten in teilweise großen Schwärmen über 300 Kilometer aus dem Gebirge im Norden in die Tiefebene im Süden. Sie bilden in windgeschützten Tälern auf 300 bis 500 Meter über Meereshöhe an Bäumen Kolonien zusammen mit anderen Arten der Tribus Danaini. Die Einheimischen nennen die Täler „Butterfly Valley“ (Schmetterlingstal) oder „Purple Butterfly Valley“ (Purpurnes Schmetterlingstal). In diesen Tälern bleiben die Temperaturen normalerweise auch während des Winters über 10 °C. Ende März paaren sich die Falter und fliegen dann einzeln zur Eiablage nach Norden.
In Afghanistan und am Persischen Golf bei Faw wurden selten einzelne Tiere beobachtet, die wahrscheinlich westwärts vom nordwestlichen Indien zogen. Nur im August 1983 wurde eine größere Anzahl am Golf zusammen mit einigen Danaus genutia beobachtet, als Falter vom Monsun-Sturm Aurora von Indien bis auf die arabische Halbinsel verweht wurden.
In manchen Jahren wird die Art mit Stürmen während des Monsuns bis nach Japan getragen.

## Parasiten
Tirumala limniace wird in Indien von denselben Parasitoiden befallen wie der Afrikanische Monarch (Danaus chrysippus). Dazu gehören Schlupfwespen der Gattung Ichneumon und Raupenfliegen (Tachinidae). Eine Besonderheit stellt die Erzwespe Ooencyrtus papilionis aus der Familie der Chalcididae dar, die als Eierparasit nachgewiesen wurde, was in der gesamten Unterfamilie sehr selten ist.

## Systematik
Tirumala limniace wurde von Pieter Cramer 1775 als Papilio limniace anhand eines Falters aus China erstbeschrieben. Das Artepitheton ist der Name der Nymphe Limniace, Tochter des Ganges aus Ovids Metamorphosen. Später wurde die Art in die Gattungen Danais (Seitz, 1908), Danaida (Fruhstorfer, 1910) und Danaus (Talbot, 1943) eingeordnet, bevor sie 1977 den heutigen Namen erhielt. Tirumala limniace ist wahrscheinlich paraphyletisch oder sogar polyphyletisch und wird deshalb als Paraspecies betrachtet. Besonders die geografisch isolierten Unterarten im südöstlichen Verbreitungsgebiet könnten nach genaueren Untersuchungen noch abgetrennt werden. Die Art bildet zusammen mit sieben der acht weiteren Arten der Gattung einen Artkomplex, dessen einzelne Arten nur schwer morphologisch unterschieden werden können.

### Unterarten
Es werden folgende Unterarten unterschieden:
- T. limniace exoticus: Sri Lanka, Indien, Malediven, Burma, Thailand, Vietnam, Laos, Kambodscha, Kokosinseln, Andamanen, Nikobaren, Malaysia
- T. limniace limniace: China, Hainan, Taiwan
- T. limniace orestilla: Mindoro, Negros
- T. limniace makassara: Sulawesi
- T. limniace ino: Sula
- T. limniace bentenga: Salajar
- T. limniace conjuncta: Kalao, Bawean, Kangean, Lombok, Sumbawa, Komodo
- T. limniace confluenta: Bali
- T. limniace vaneeckeni: Flores, Alor, Timor, Wetar